# Elezioni parlamentari in Grecia del 1963
Le elezioni parlamentari in Grecia del 1963 si tennero il 3 novembre.

## Risultati
| Liste                                       | Voti      | %     | Seggi |
| ------------------------------------------- | --------- | ----- | ----- |
| Unione di Centro                            | 1 962 079 | 42,04 | 138   |
| Unione Radicale Nazionale                   | 1 837 377 | 39,37 | 132   |
| Sinistra Democratica Unita                  | 669 267   | 14,34 | 28    |
| Partito dei Progressisti                    | 173 981   | 3,73  | 2     |
| Democrazia Cristiana                        | 1 267     | 0,03  | –     |
| Movimento della Democrazia e del Socialismo | 1 090     | 0,02  | –     |
| Liste di Indipendenti e candidati isolati   | 22 093    | 0,47  | –     |
| Totale                                      | 4 667 154 | 100   | 300   |